# Зврчка (филм)
Зврчка (енгл. Swindle) је амерички никелодионов филм из 2013. године. Филм је премијерно приказан 24. августа 2013. године публици који је чинило преко 4,2 милиона гледаоца. DVD са филмом је објављен 19. марта 2014. године, а на блу реју је изашао 15. децембра 2015. године. Радња филма прати групу тинејџера који покушавају да поврате своју картицу вредну више милиона долара од човека који их је преварио.
У Србији, Црној Гори, Босни и Херцеговини и Македонији филм је премијерно приказан 22. марта 2014. године на каналу Никелодион, синхронизована на српски језик. Синхронизацију је радио студио Голд диги нет. Нема DVD издања.

## Радња
Грифин Бинг је тинејџер познат по томе што помаже пријатељима када су у невољи. Његов пријатељ Бен и његова породица се спремају да продају свој дом због тога што су сиромашни. Бенов отац је проналазач који није најуспешнији у свом послу. Након што један од његових проналазака случајно удара у зид и прави велику рупу, Грифин и Бен проналазе бејзбол картицу Хонуса Вагнера. Не размишљајући о вредноси саме картице, њих двојца је за мали новац продају Полу Свинделу, колекционару који скупља и касније продаје скупоцене предмете. Следећег јутра, Грифин и Бен откривају да Свиндел тврди да је он нашао картицу и да планира да је прода за њену праву вредност, око 1,2 милиона долара. Њих двојца се љутито враћају код Свиндела, који не жели да им врати картицу и преузме заслуге за њихову грешку. Њих двојца окупљају екипу тинејџера који успевају да поврате картицу.

## Улоге
| Име лика       | Глумац/ица     |
| -------------- | -------------- |
| Грифин Бинг    | Ноа Крофорд    |
| Бен            | Крис Ониал     |
| Гдин. Свиндел  | Фред Еваник    |
| Мелиса Бинг    | Сијера Браво   |
| Савана Весткот | Џенет Макурди  |
| Дарен Вадер    | Ноа Манк       |
| Аманда Бенсон  | Аријана Гранде |
| Иван Волков    | Гардинер Милар |
| Антон Леферве  | Санди Робсон   |
| Еди Голдмајер  | Мичел Дифилд   |
| Бенов тата     | Крис Шилдс     |
| Бенова мама    | Лусија Волтерс |